# 697
Năm 697 là một năm trong lịch Julius.